# Dusky Sound
Le Dusky Sound est un bras de mer de la mer de Tasman formant un fjord dans le Sud-Ouest de l'île du Sud, en Nouvelle-Zélande. Ses parages ne sont accessibles qu'en bateau.

## Découverte
James Cook, ne pouvant pénétrer jusqu'au fond de ce qu'il appelait la baie Dusky, a donné à l'un des bras le nom Nobody knows what (Personne-ne-le-connaît) ; l'un de ses continuateurs, ayant pu pousser plus loin ses recherches, l'a renommé en Somebody knows what (Quelqu'un-le-connaît).

## Géographie
Le Dusky Sound est le plus complexe des nombreux fjords de la côte sud-ouest de l'île du Sud, c'est aussi l'un des plus grands, avec ses 40 km de longueur et 8 km dans sa plus grande largeur. Au nord de son embouchure se trouve la grande île Resolution Island dont la péninsule dite Five Fingers Peninsula barre l'entrée du fjord vers le nord-ouest ; le long de la côte est de cette île, Acheron Passage relie le Dusky Sound au Breaksea Sound, situé au nord.
Le fjord contient plusieurs îles, notamment Anchor Island, Long Island, et Cooper Island. Ses berges sont escarpées et pentues — pendant la saison des pluies, les précipitations importantes de la région produisent de nombreuses cascades tombant dans le fjord. Nombre de petits cours d'eau s'y jettent, le plus important de tous étant la Seaforth River. Les eaux du Dusky Sound sont fréquentées par des phoques et des dauphins ainsi que par des baleines, de temps à autre.